# 蛋白質組研究期刊
蛋白質組研究期刊（Journal of Proteome Research）是由美国化学学会自2002年以來所發行的一份同行評審之科學期刊，於2006年出刊頻率從雙月刊改成單月刊。目前總編輯為威廉·S·漢考克（William S. Hancock）。

## 文摘和索引
該期刊的文摘和索引收錄在EBSCO資訊服務（EBSCO Information Services）、PubMed、斯高帕斯数据库，以及科學網絡（Web of Science）等資料庫。
根据2013年湯森路透期刊引证报告的報導和ISI（Web of Science）的統計，《蛋白質組研究期刊》有5.001的影響因子，位居“生物化學研究方法（Biochemical Research Methods）”類別的75種期刊中之第10位。

## 外部連結
- 官方网站